# Voszhod (űrhajó)
A Voszhod az első többszemélyes szovjet űrhajó, melyet a korábbi egyszemélyes Vosztok űrhajóból fejlesztettek ki. Két rész alkotta: az űrhajóskabin és a műszeres modul. A Voszhod-programban két repülést hajtottak végre, 1964-ben és 1965-ben.
A Voszhod-program az amerikai Gemini-program megfelelője volt. Mivel nem terveztek teljesen új járművet, hanem a meglévő Vosztok sorozatot fejlesztették tovább, hozzávetőleg egy év előnyre tettek szert a versenytársakhoz képest, azonban a rendszer több kompromisszumot tartalmazott: például az a Voszhod–1 utasai nem viseltek űrruhát, illetve a hőszigetelések vastagságát lecsökkentették.
A Vosztok űrhajótól eltérően – ahol az űrhajós ereszkedés közben katapultálva külön ejtőernyővel ért földet – a Voszhod személyzete landoláskor az űrkabinban maradt, a leszállást kis szilárd hajtóanyagú fékezőrakéták tették zökkenőmentesebbé. Másik különbség, hogy a Voszhod orrán még egy tartalék szilárd hajtóanyagú fékezőrakéta is volt arra az esetre, ha a légkörbe való visszatéréskor a „rendes”, folyékony hajtóanyagú fékezőrakéta csődöt mondana.
A rendszerben rejlő biztonsági kockázatok miatt a második küldetés után a további repüléseket törölték.
A Voszhod űrhajókat két repülés után a Szojuz űrhajók követték; 1967 áprilisában repült először személyzettel.

## Adatok

### Típusjel
- Vosztok 3KV (Voszhod–1)
- Vosztok 3KD (Voszhod–2)

### Űrhajós modul
- Hosszúság: 2,3 méter;
- Átmérő: 2,3 méter;
- Tömeg: 2900 kg;

### Műszeres modul
- Hosszúság: 2,25 méter;
- Átmérő: 2,43 méter;
- Tömeg: 2300 kg;

## Külső hivatkozások
- VOSZHOD-1: 40 évvel az első többszemélyes űrhajó után
- A Napfelkelte űrhajósai[halott link]
- Egy régi "Napkelte" emléke – a Voszhod űrhajó[halott link]
- Veszélyes kaland a kozmoszban[halott link]
- A Voszhod űrhajó repülései[halott link]